# Bianca Knight
Bianca Knight, född den 2 januari 1989, är en amerikansk friidrottare som tävlar i kortdistanslöpning.
Knights genombrott kom när hon vid VM för ungdomar vann guld på 100 meter och silver på 200 meter. 
Under 2008 vann hon 200 meter vid Golden Leaguetävlingen i Oslo.

## Personliga rekord
- 100 meter - 11,07
- 200 meter - 22,43